# CXCL3
CXCL3, hemokin (C-X-C motiv) ligand 3, je mali citokin iz CXC hemokin familije koji je poznat kao GRO3 onkogen (GRO3), GRO protein gama (GROg) i makrofagni inflamatorni protein-2-beta (MIP2b). CXCL3 kontroliše migraciju i adheziju monocit. Ovaj hemokin ostvaruje efekte na svojim ciljnim ćelijama putem interakcije sa hemokin receptorom na ćelijskoj površini koji se zove . CXCL3 gen je lociran na hromozomu 4 u klusteru sa drugim CXC hemokinima.